# 愛媛県の登録有形文化財一覧
愛媛県の登録有形文化財一覧（えひめけんのとうろくゆうけいぶんかざいいちらん）は愛媛県の国の登録有形文化財の一覧。

## 東予

### 今治市

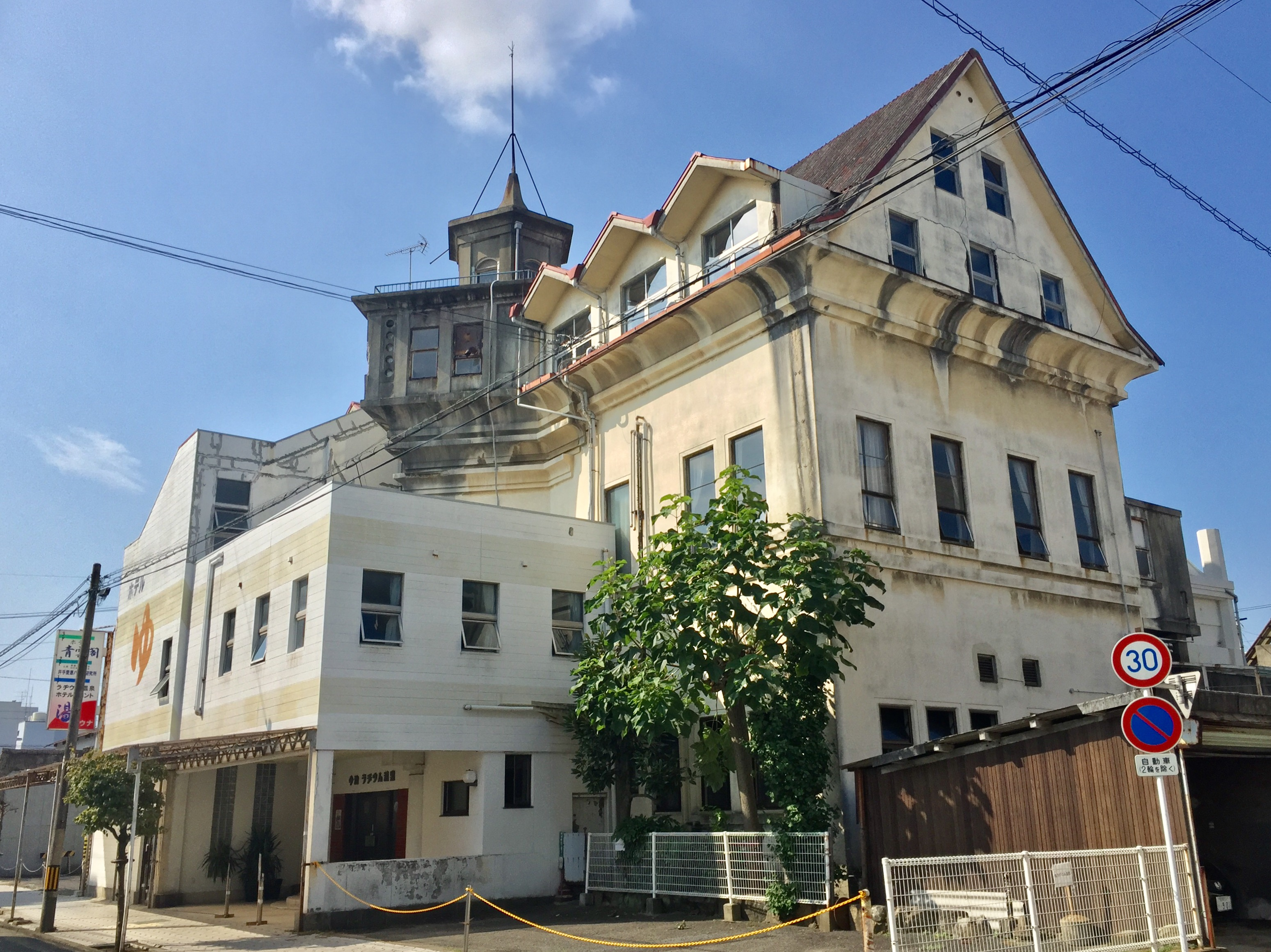
今治ラヂウム温泉

- 今治ラヂウム温泉本館
- 旧八木商店本店店舗
- 旧八木商店本店座敷
- 旧八木商店本店住居棟
- 旧八木商店本店内蔵
- 旧八木商店本店離れ
- 旧八木商店本店表塀
- 旧井口三番浜丸樋
- 井口四番浜南丸樋
- 井口四番浜北丸樋
- 旧鈍川小学校二宮金次郎像台座

### 西条市
- 越智家住宅店舗及び居宅
- 越智家住宅数寄屋
- 越智家住宅茶室
- 西条栄光教会礼拝堂
- 西条栄光教会牧師館
- 西条栄光幼稚園園舎
- 石土神社の高灯籠

### 四国中央市

梅錦山川

- 一柳陣屋門
- 和田医院診療棟
- 梅錦山川主屋
- 梅錦山川仕込蔵
- 大西内科医院診療棟
- 篠永酒造主屋
- 篠永酒造土蔵
- 篠永酒造東酒蔵
- 篠永酒造門
- 古今荘
- 山内家住宅離れ
- 山内家住宅倉

### 新居浜市

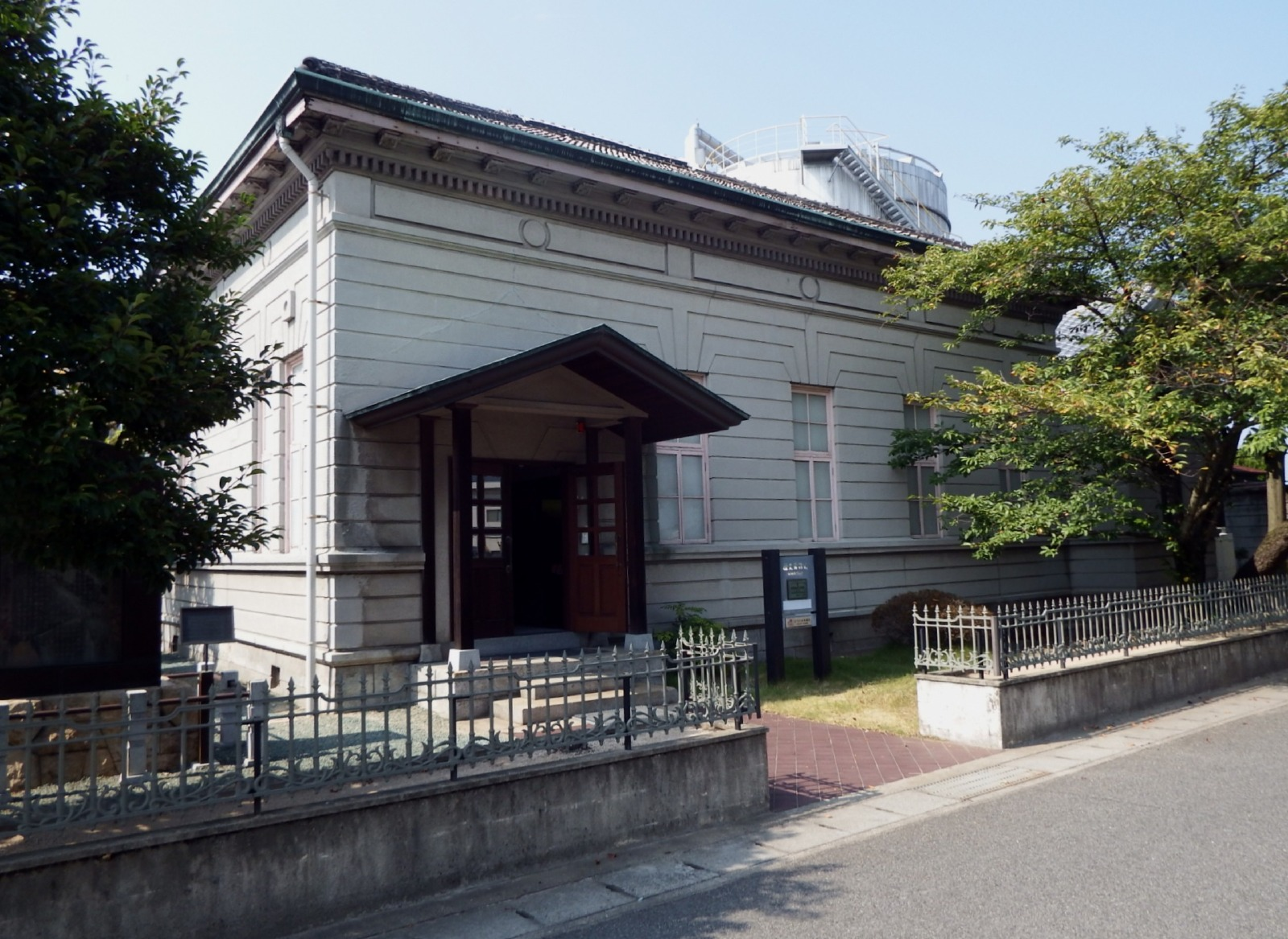
住友化学愛媛工場歴史資料館

- 住友化学愛媛工場歴史資料館
- 旧泉寿亭特別室棟
- 旧端出場水力発電所
- 武徳殿
- 旧住友鉱業株式会社別子鉱業所長社宅主屋
- 旧住友鉱業株式会社別子鉱業所長社宅応接棟
- 旧住友鉱業株式会社別子鉱業所長社宅茶室
- 旧住友別子鉱山株式会社外国人技師東社宅
- 旧住友別子鉱山株式会社外国人技師西社宅
- 旧住友化学工業株式会社幹部社宅
- 旧住友共同電力株式会社幹部社宅
- 旧住友共同電力株式会社監査役社宅
- 遠登志橋
- 旧別子鉱山鉄道端出場鉄橋（足谷川鉄橋）
- 旧別子鉱山鉄道端出場隧道
- 山根競技場観覧席
- 旧山根精練所煙突

### 上島町
- 浄光寺本堂
- 浄光寺地蔵堂
- 上弓削田坂家主屋
- 上弓削田坂家住宅門及び塀

## 中予

### 松山市

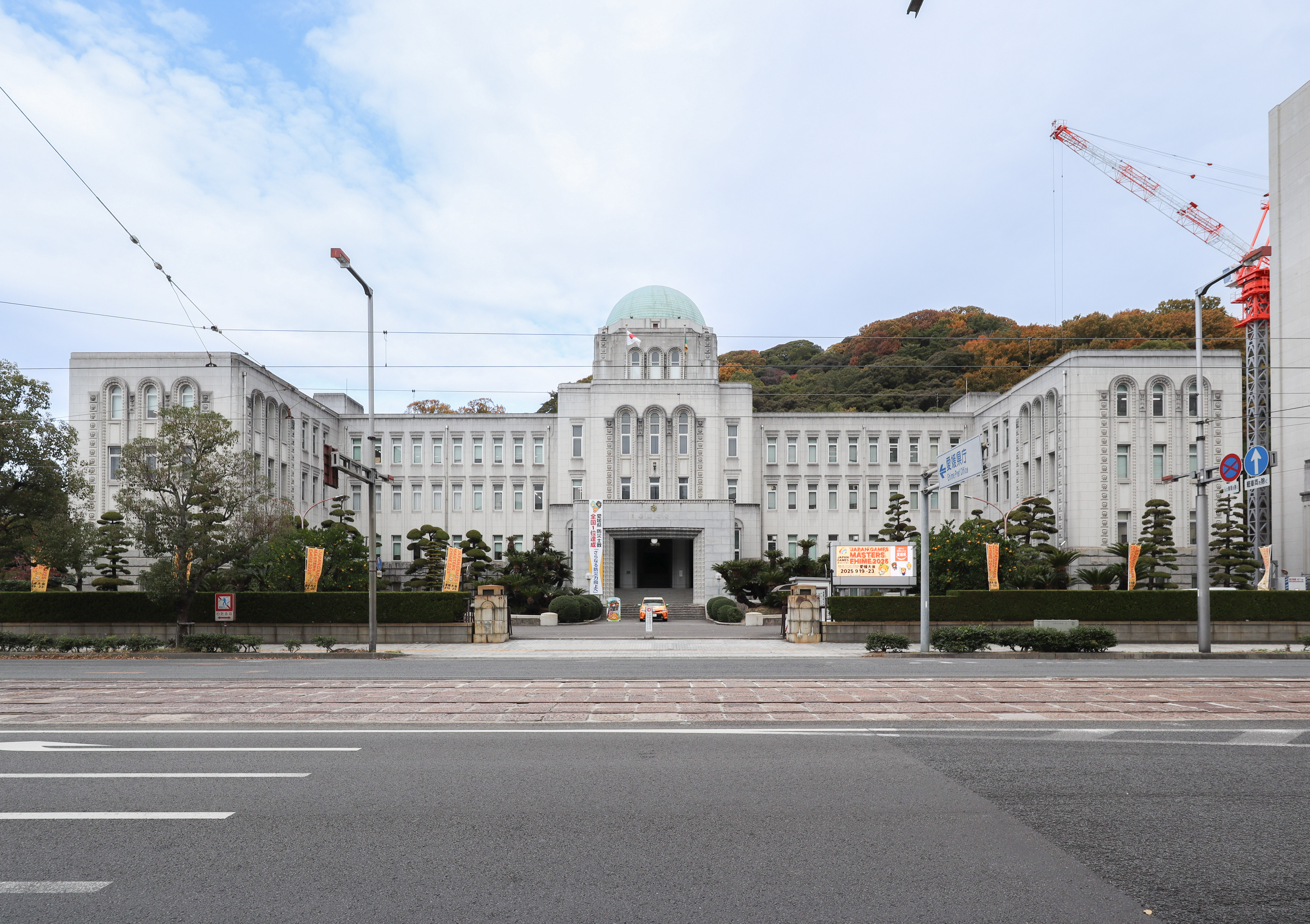
愛媛県庁本館

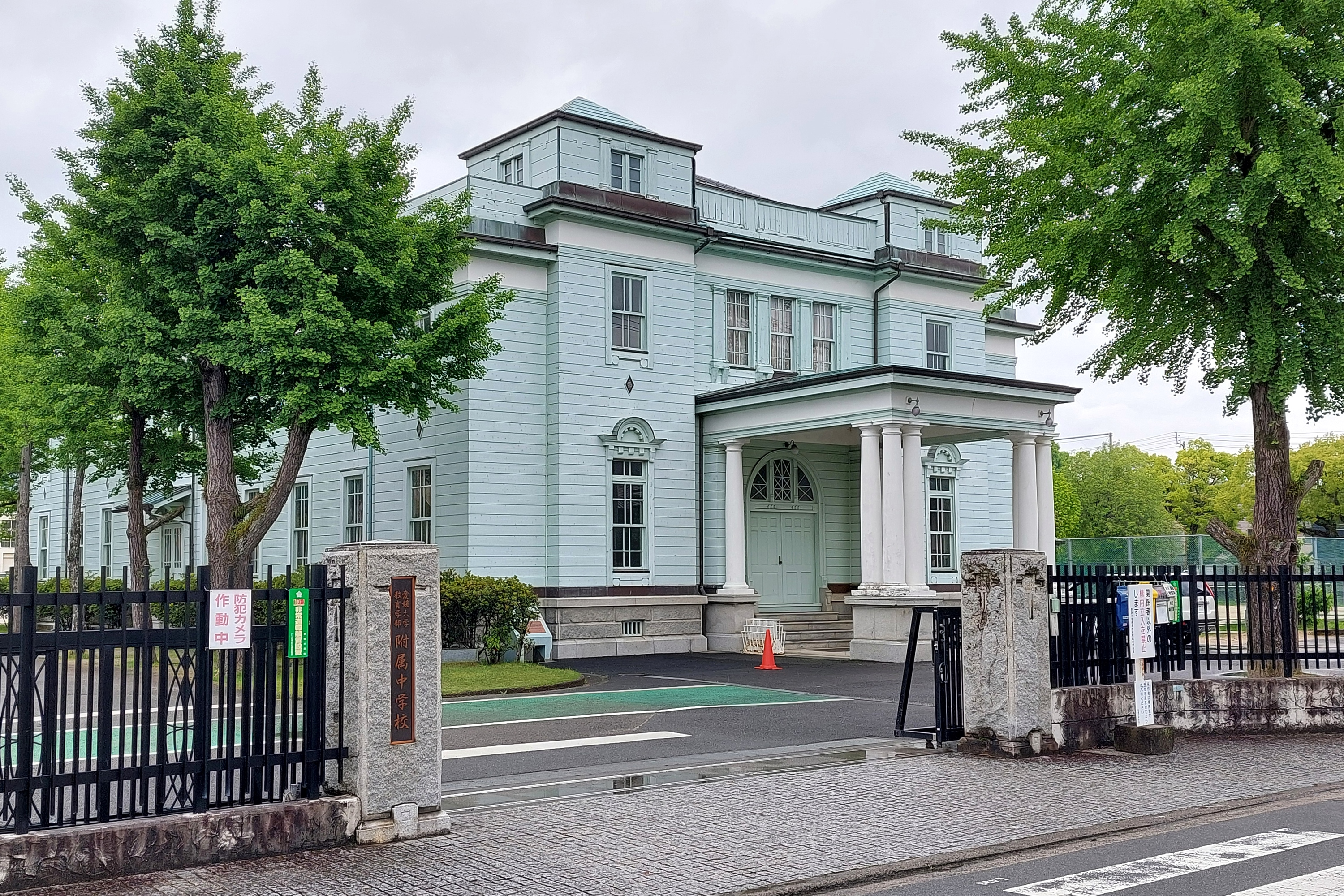
愛媛大学附属中学校講堂（旧制松山高等学校講堂）
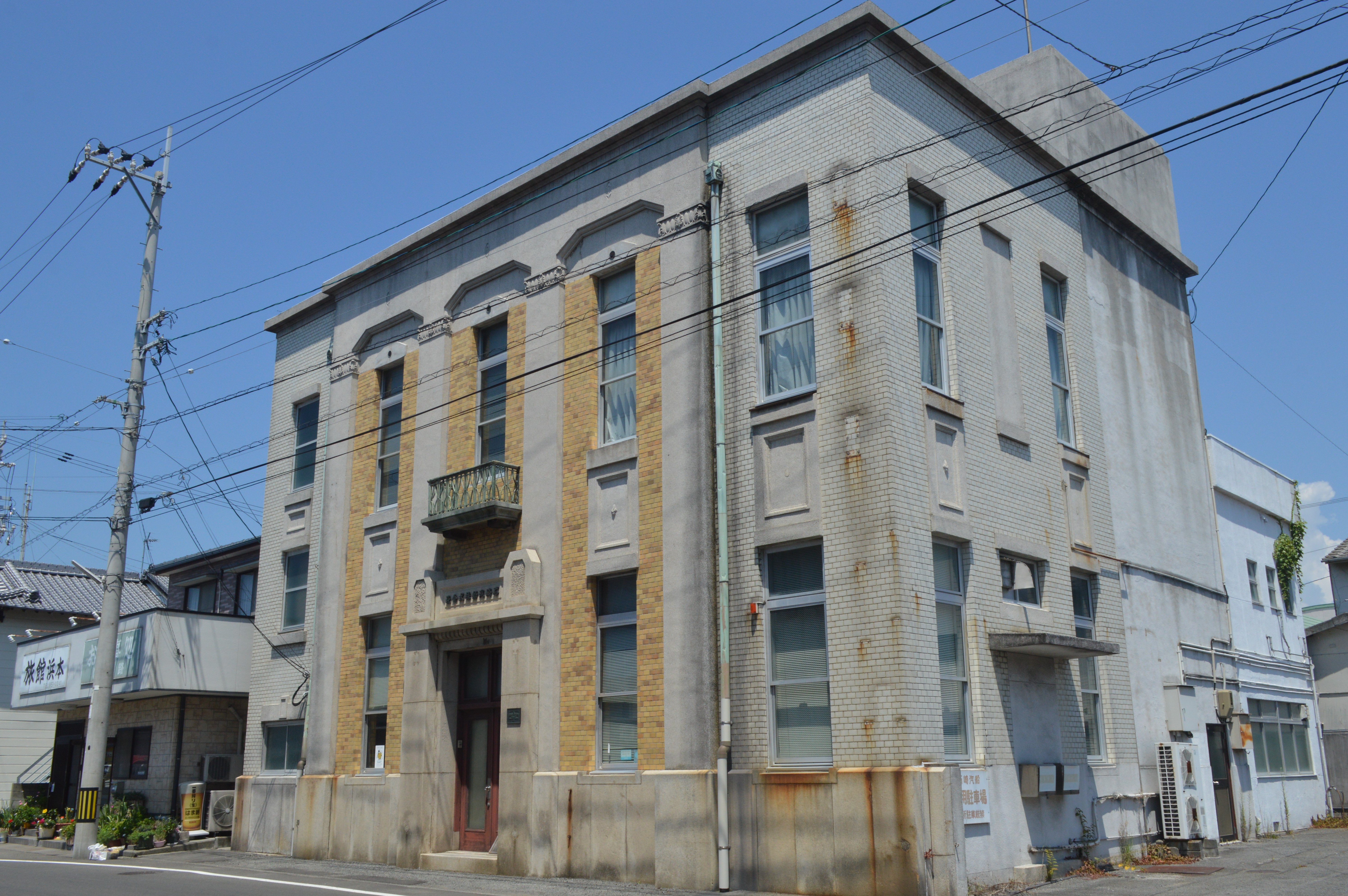
石崎汽船本社
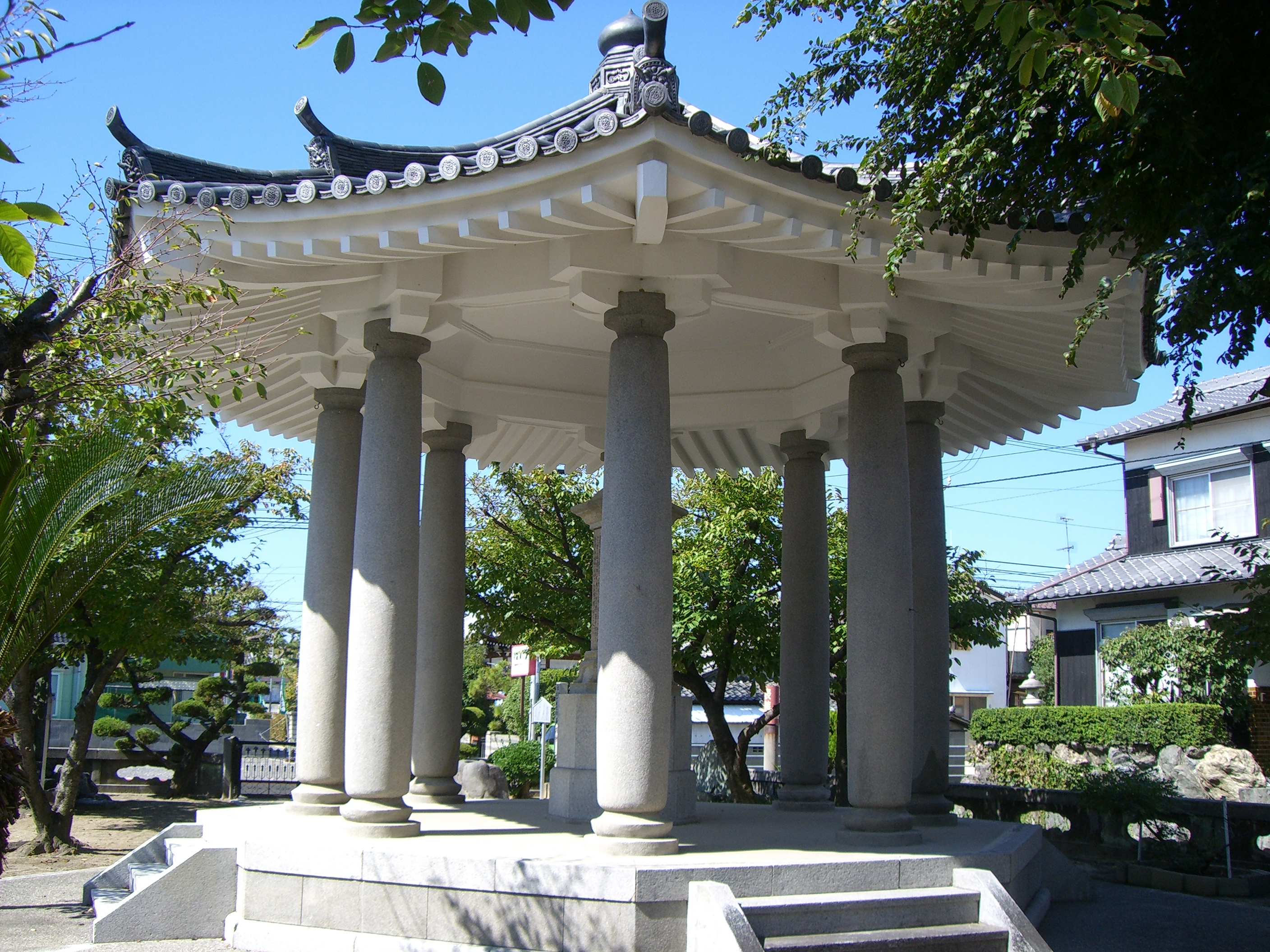
鍵谷カナ頌労堂
松山地方気象台庁舎
- 愛媛県教育会館
- 森家住宅主屋
- 八束家住宅主屋
- 八束家住宅蔵
- 八束家住宅待合
- 水口酒造店舗兼主屋
- 木村家住宅主屋
- 木村家住宅離れ
- 木村家住宅土蔵
- 木村家住宅風呂
- 松山城小天守
- 松山城南隅櫓
- 松山城北隅櫓
- 松山城玄関多聞櫓
- 松山城玄関
- 松山城十間廊下
- 松山城多聞櫓
- 松山城筒井門
- 松山城筒井門東続櫓
- 松山城筒井門西続櫓
- 松山城筋鉄門
- 松山城内門
- 愛媛県庁本館
- 旧鈴木家住宅主屋
- 旧鈴木家住宅離れ

- 愛媛大学附属中学校講堂（旧制松山高等学校講堂）
- 石崎汽船
- 鍵谷カナ頌労堂
- 松山地方気象台庁舎

### 伊予市

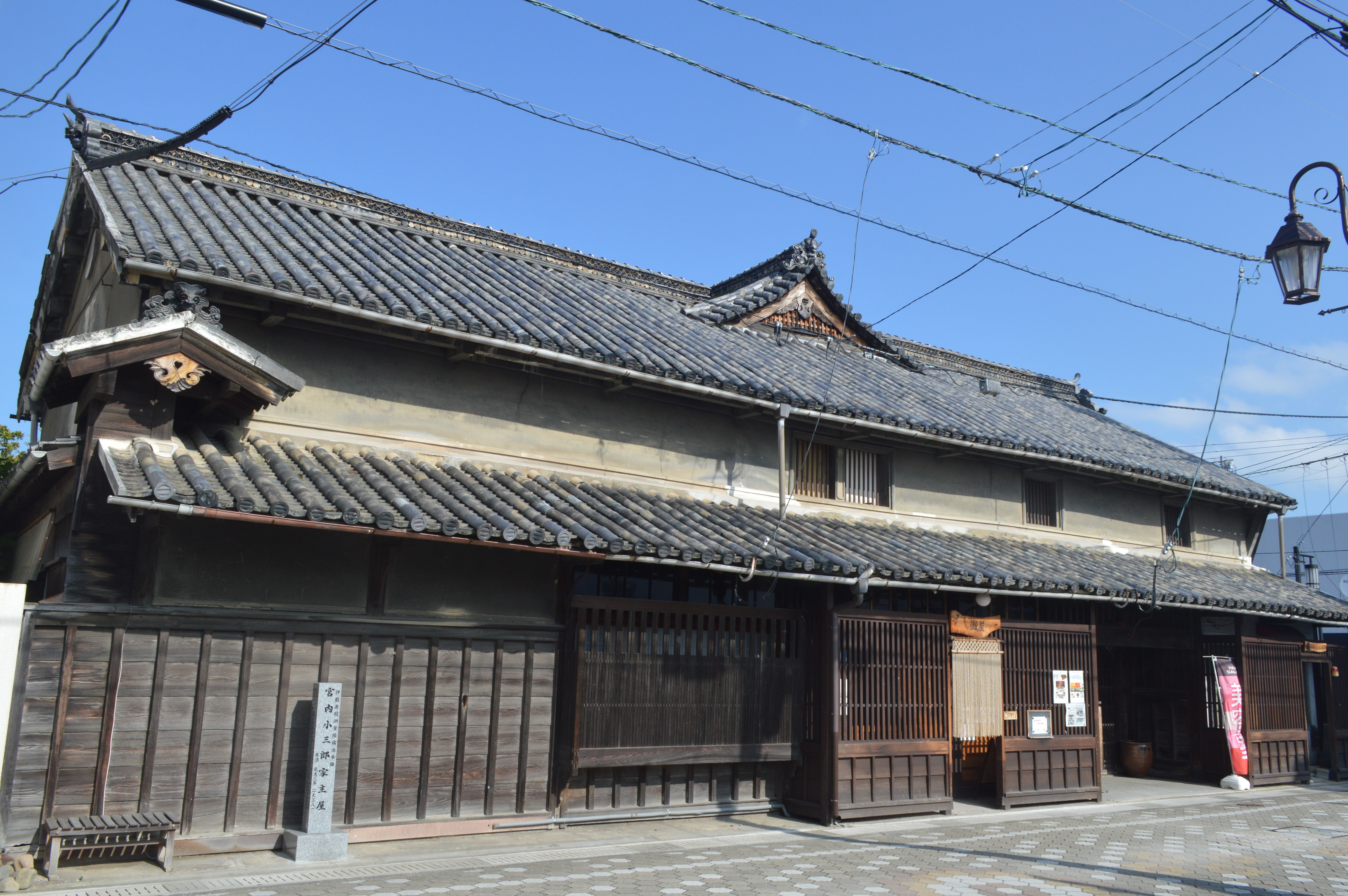
宮内家住宅

- 宮内家住宅主屋
- 宮内家住宅隠居所
- 宮内家住宅古隠居
- 宮内家住宅潮見堀
- 福田寺本堂
- 福田寺通玄庵
- 福田寺山門

東温市
- 除ケの堰堤

### 久万高原町
- 久万高原ふるさと旅行村旧石丸家住宅主屋
- 久万高原ふるさと旅行村土蔵
- 久万高原村ふるさと旅行村極楽堂
- 久万高原村ふるさと旅行村旧渡邊家住宅主屋
- ふるさと旅行村隠居屋

### 砥部町
- 佐々木酒造主屋
- 佐々木酒造煉瓦煙突

## 南予

### 宇和島市

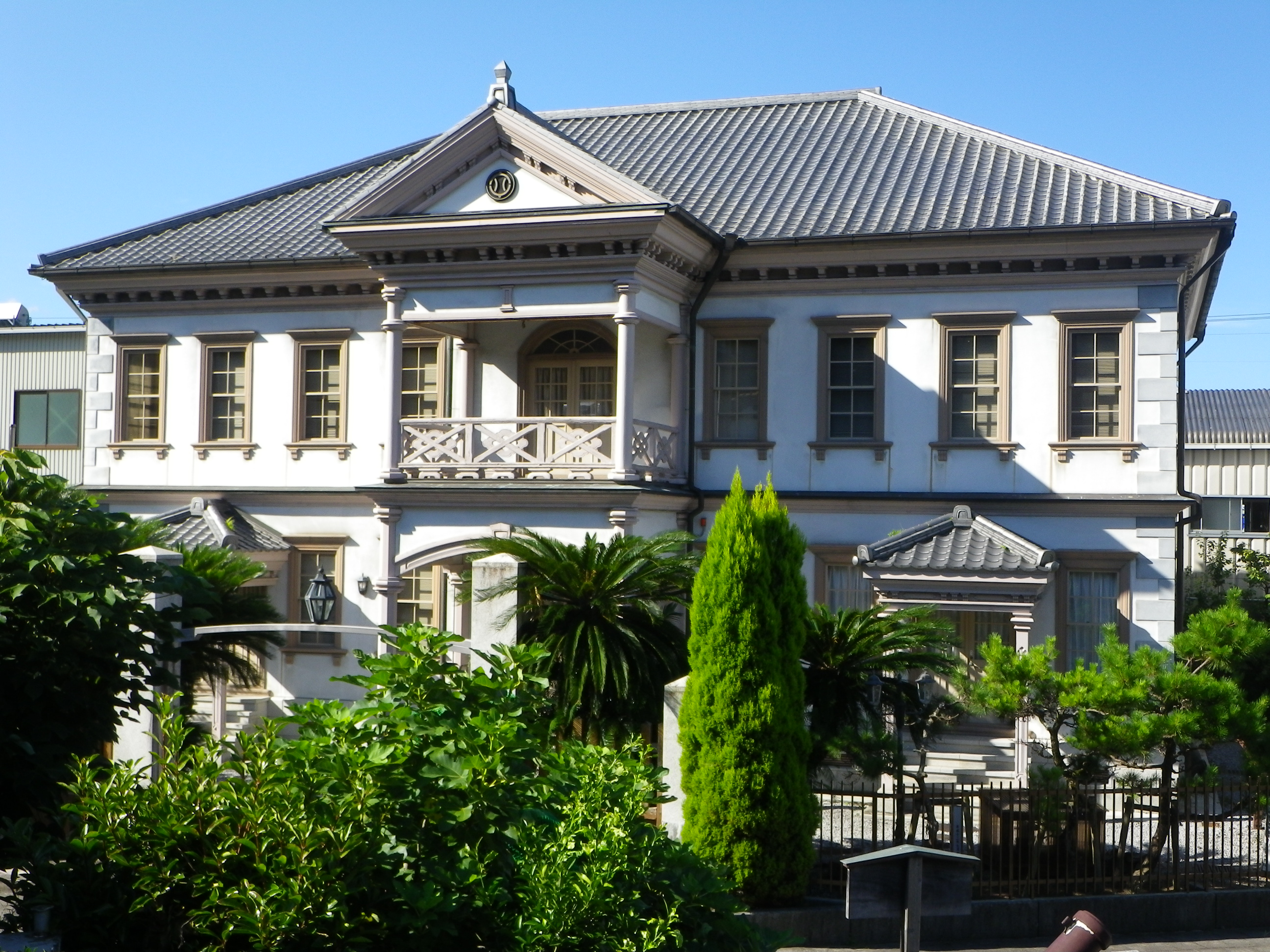
宇和島市立歴史資料館

- 宇和島市立歴史資料館（旧宇和島警察署）
- 木屋旅館本館
- 上甲家住宅
- 旭醤油醸造場

### 大洲市

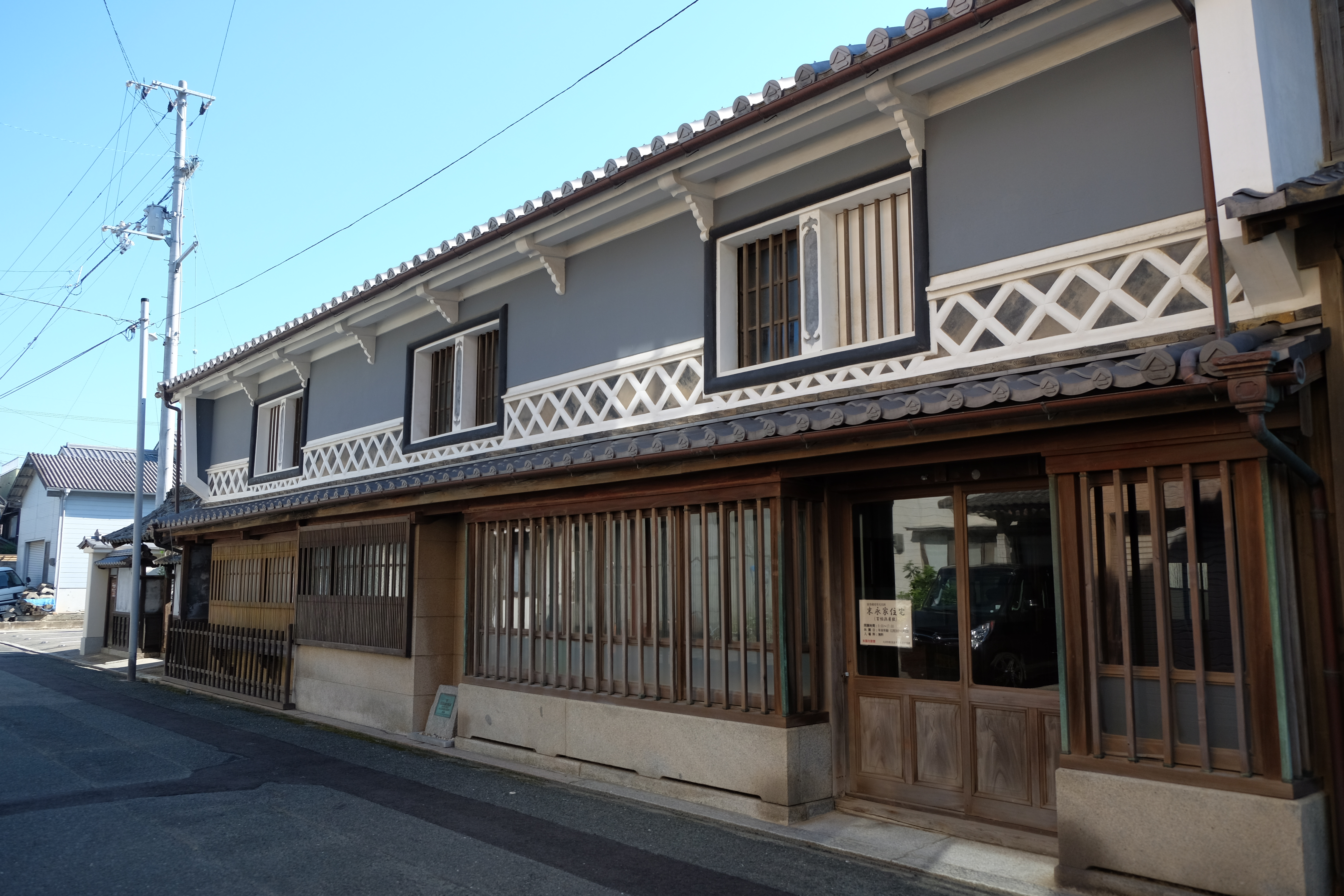
末永家住宅

- 大野家住宅長屋門
- 長浜町庁舎
- 末永家住宅旧主屋
- 末永家住宅百帖座敷
- 小藪温泉本館
- 兵頭家住宅主屋
- 兵頭家住宅土蔵
- 兵頭家住宅門
- 兵頭家住宅外塀

### 西予市

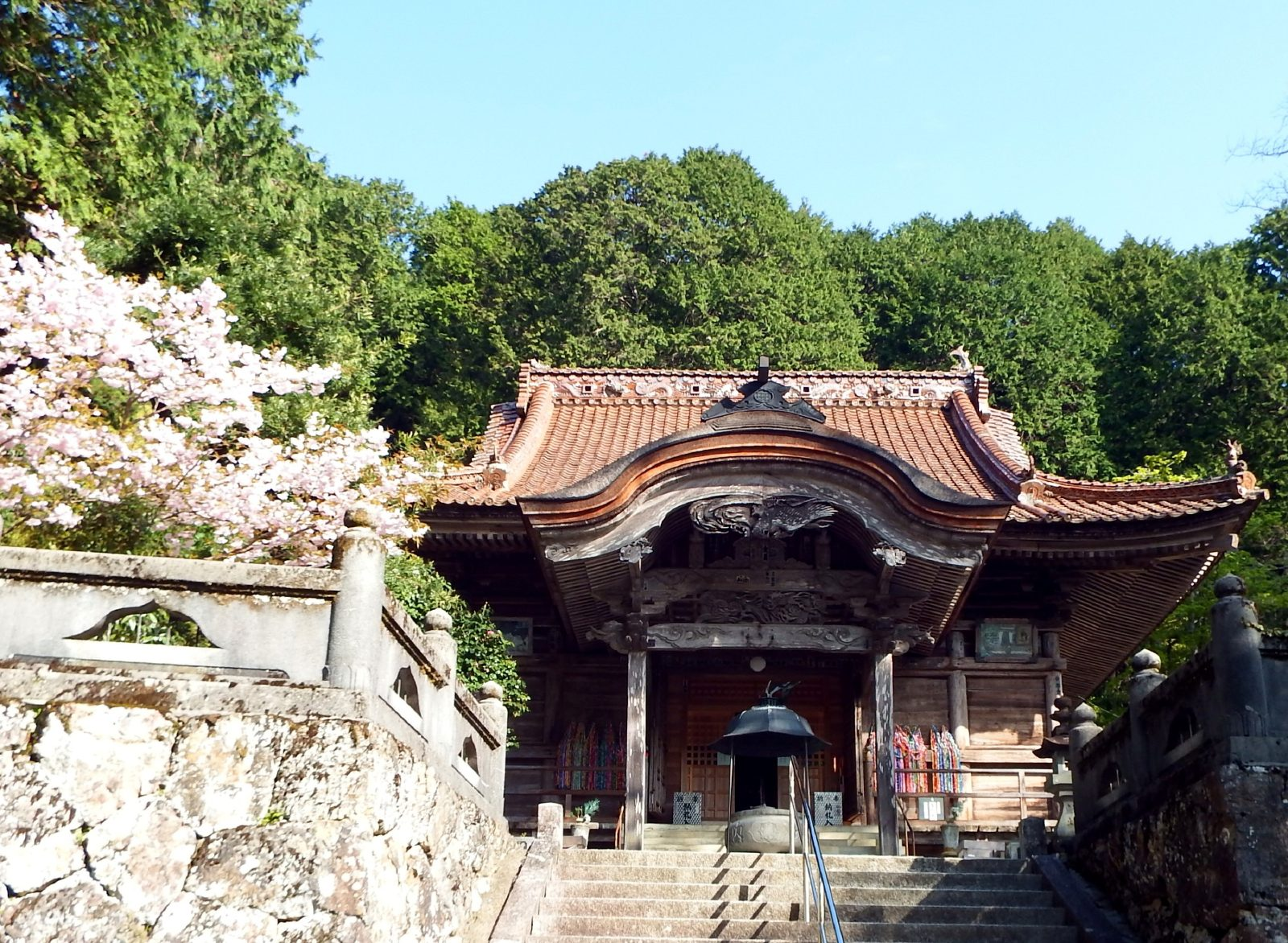
明石寺

- 明石寺本堂
- 明石寺大師堂
- 明石寺地蔵堂
- 明石寺仁王門
- 明石寺客殿
- 明石寺鐘楼堂
- 明石寺手水舎
- 明石寺石垣及び塀
- 明石寺石段及び石垣
- 三瓶隧道

### 八幡浜市
- 愛媛蚕種株式会社事務室・玄関
- 愛媛蚕種株式会社第1蚕室
- 愛媛蚕種株式会社第2蚕室
- 内之浦公会堂
- 梅美人酒造事務所
- 梅美人酒造住宅主屋
- 梅美人酒造釜場及び煙突
- 梅美人酒造醸造場
- 旧川之石浦庄屋二宮家住宅石塀

### 愛南町
- 蕨岡家住宅主屋
- 蕨岡家住宅長屋門
- 蕨岡家住宅土蔵
- 井村家住宅主屋

### 伊方町

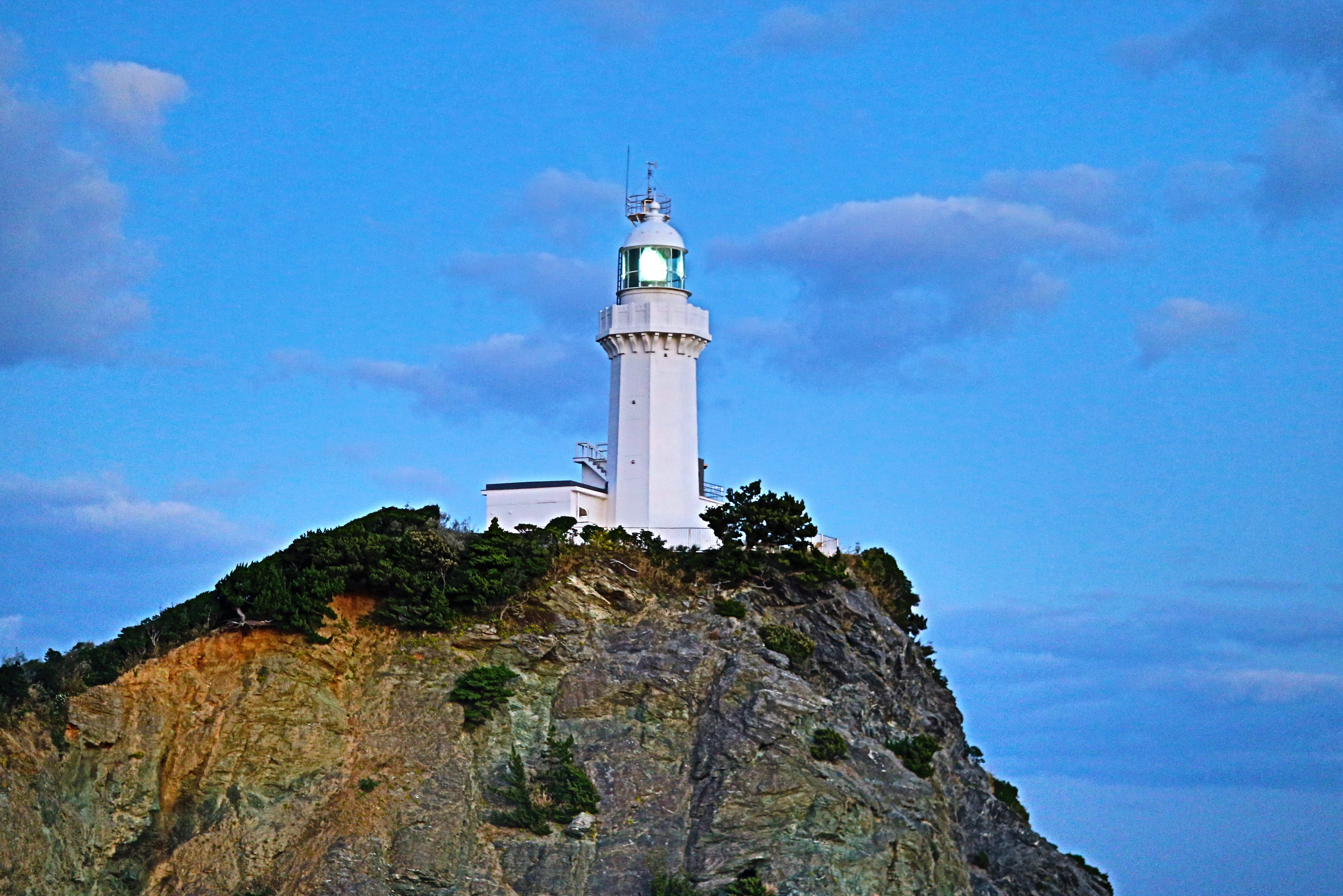
佐田岬灯台

- 佐田岬灯台
- 旧平磯水底線陸揚室
- 旧三崎精練所焼窯
- 旧正野谷桟橋

### 内子町

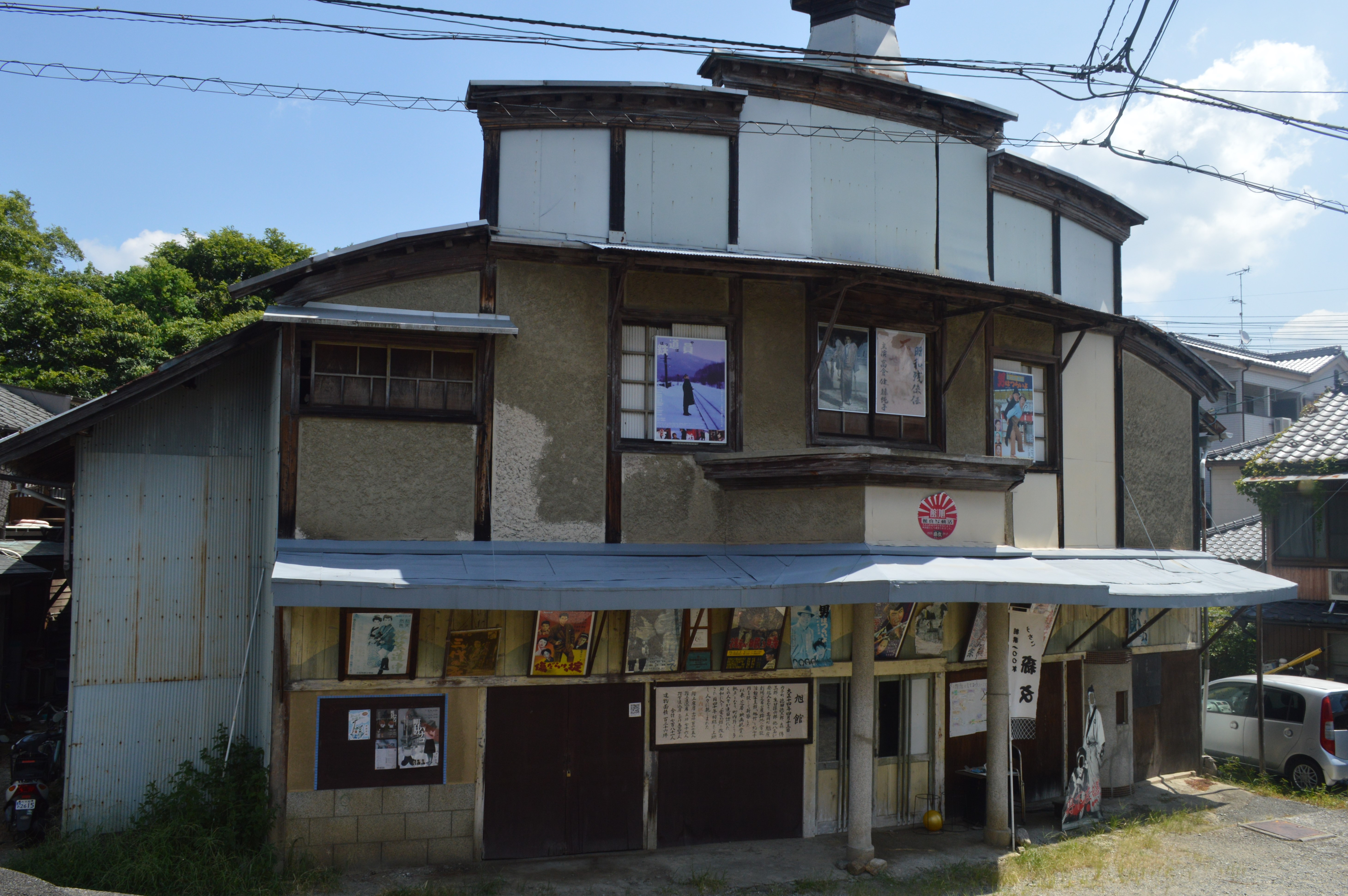
旭館

- 下芳我家住宅主屋
- 旧下芳我家住宅隠居屋
- 河内家住宅主屋
- 河内家住宅井戸
- 河内家住宅土蔵
- 旭館
- 都築酒店店舗及び主屋
- 旧二宮製材所事務所兼主屋
- 旧高橋家住宅主屋
- 旧高橋家住宅離れ
- 旧高橋家住宅表門
- 旧高橋家住宅石垣及び土塀
- 旧高橋家住宅井戸
- 上田家石垣
- 論田の西井出堰

### 鬼北町
- 鬼北町庁舎
- 井谷家住宅主屋
- 井谷家住宅蔵
- 井谷家住宅石垣及び土塀
- 井谷家住宅南面石垣
- 井谷家住宅給水用隧道
- 明星草庵

### 松野町
- 正木本店店舗兼主屋
- 正木本店貯蔵庫
- 正木本店仕込庫
- 正木本店生酒庫
- 正木本店所場・釜場・煙突

## 抹消
- 長浜大橋（現在は国の重要文化財）